# Kania Góra

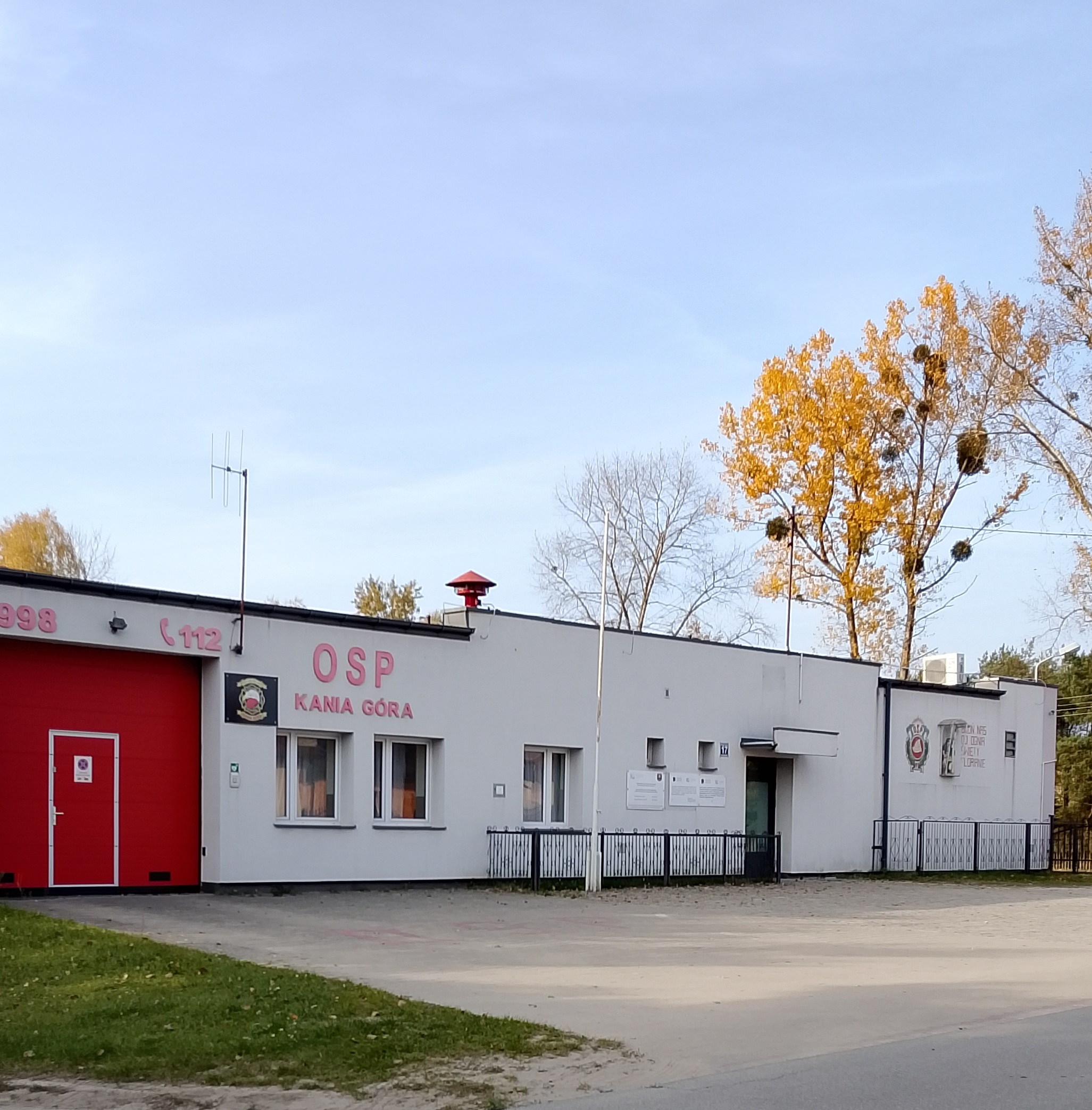
Remiza strażacka w Kaniej Górze (2024)

Kania Góra – wieś sołecka w Polsce położona w woj. łódzkim, w pow. zgierskim, w gminie Zgierz. Wieś leży około 1,5 km na północ od autostrady A2 (E30). Do Zgierza jest 9 km, a do Ozorkowa 6.
W latach 1975–1998 miejscowość administracyjnie należała do ówczesnego województwa łódzkiego.
Na terenie dzisiejszej Kaniej Góry znajdowano ślady bardzo starego osadnictwa. Jedne z najstarszych na terenie gminy. Są tu datowane na IX wiek przed Chrystusem, znaleziska kultury z ostrzami liściowatymi (paleolit). Są zabytki późniejsze – sprzed ok. 8 tys. lat – mezolit i 5 tys. lat – neolit.